# ハレック・グレイシー
ハレック・グレイシー（Ralek Gracie、1985年10月4日 - ）は、ブラジルの男性柔術家、総合格闘家。グレイシー柔術アカデミー所属。ブラジリアン柔術黒帯。
ホリオン・グレイシーの三男であり、ヒクソン・グレイシーの甥、エリオ・グレイシーの孫にあたる。

## 来歴
5歳から柔術の英才教育を受け、ブラジリアン柔術では50戦以上の経験を持つ。2007年に、祖父エリオ・グレイシーの黒帯を授与された。
2007年7月16日、HERO'Sで総合格闘技デビュー。柴田勝頼と対戦し、腕ひしぎ十字固めで一本勝ち。
2007年9月17日、HERO'Sでミノワマンと対戦予定であったが、肩の腱を怪我したため欠場となった。
2008年6月15日、DREAM初参戦となったDREAM.4でガジエフ・アワウディンと対戦し、腕ひしぎ十字固めで一本勝ち。当初はミルコ・クロコップと「グラップリング・チャレンジマッチ」で対戦予定であったが、ミルコの右肘靭帯亜脱臼により対戦相手が変更となった。
2010年5月29日、ケージ開催となったDREAM.14で桜庭和志と対戦し、判定勝ち。

## 戦績

### 総合格闘技
| 総合格闘技 戦績 | 総合格闘技 戦績 | 総合格闘技 戦績 | 総合格闘技 戦績 | 総合格闘技 戦績 | 総合格闘技 戦績 | 総合格闘技 戦績 |
| --------------- | --------------- | --------------- | --------------- | --------------- | --------------- | --------------- |
| 4 試合          | (T)KO           | 一本            | 判定            | その他          | 引き分け        | 無効試合        |
| 3 勝            | 0               | 2               | 1               | 0               | 0               | 0               |
| 1 敗            | 0               | 0               | 1               | 0               | 0               | 0               |

| 勝敗 | 対戦相手               | 試合結果                 | 大会名                                             | 開催年月日    |
| ×    | 加藤久輝               | 5分3R終了 判定0-3        | Bellator 170: Ortiz vs. Sonnen                     | 2017年1月21日 |
| ○    | 桜庭和志               | 5分3R終了 判定3-0        | DREAM.14                                           | 2010年5月29日 |
| ○    | ガジエフ・アワウディン | 1R 3:02 腕ひしぎ十字固め | DREAM.4 ミドル級グランプリ2008 2nd ROUND           | 2008年6月15日 |
| ○    | 柴田勝頼               | 1R 3:05 腕ひしぎ十字固め | HERO'S 2007 ミドル級世界王者決定トーナメント開幕戦 | 2007年7月16日 |

### グラップリング
| 勝敗 | 対戦相手         | 試合結果             | 大会名      | 開催年月日    |
| ×    | ゲイリー・トノン | 14:53 アンクルロック | Metamoris 7 | 2016年7月17日 |